# Gus Viseur
Joseph Gustave „Gus“ Viseur (* 15. Mai 1915 in Lessines; † 25. August 1974 in Paris) war ein belgischer Musette-Akkordeonist, der sowohl im Gypsy-Jazz als auch als Begleiter im französischen Chanson erfolgreich war.

## Leben und Wirken
Viseur lernte ab dem achten Lebensjahr Knopfakkordeon in Suresnes bei Paris und spielte ab 1929 in der Gruppe seines Vaters, eines Amateurmusikers. Nach dem frühen Tod seines Vaters verdiente er sich zunächst seinen Lebensunterhalt als Straßenmusiker vor den Pariser Cafés, bevor ihn Médard Ferrero als zweiten Akkordeonisten in sein Musette-Ensemble aufnahm. Er begleitete auch Louis Ferrari, bevor er durch René „Charley“ Bazin mit dem Hot Jazz vertraut wurde und im Duo auftrat. 1934 trat er bei Jamsessions auf Joseph und Django Reinhardt. 1935 gründete er ein eigenes Ensemble, mit dem er auch Javas, Foxtrott und Swingstücke spielte und bereits erste Platten aufnehmen konnte („Dinah“).
Aufgrund seiner jazzorientierten Abkehr vom klassischen Spielideal des Musette-Akkordeons konnte er ab 1938, durch Charles Delaunay gefördert, auch im Hot Club de France auftreten und ging mit dem Quintette du Hot Club de France auf Konzertreise. Seine Rhythmusgruppe bildete dabei das Trio Ferret mit den Brüdern Baro und Matelo Ferret sowie deren Cousin Challain Ferret an den Gitarren und dem Bassisten Maurice Speilleux. Im gleichen Jahr entstand auch die erste Aufnahme des von Viseur mit Baro Ferret komponierten „Swing Valse“ (mit Matelo Ferret als Gitarrensolisten). Viseur trat auch mit Oscar Alemán und mit Gitarristen aus dem Umfeld von Django Reinhardt auf; als dessen Bruder Joseph 1942 sein Orchestre Swing Jo Reinhardt gründete, griff er auf Viseur zurück. Weiterhin nahm er mit André Ekyan auf.
Auch war Viseur als Begleiter von Sängern wie Edith Piaf („L’Accordéoniste“, 1940) oder Jean Gabin gefragt. 1960 migrierte er nach Kanada; 1969 kehrte er nach Paris zurück, wo er noch das Album Swing Accordeon mit den Brüdern Ferret einspielte.
Der an Akkordeonisten verliehene französische Grand Prix Gus Viseur ist nach ihm benannt.

## Diskographische Hinweise
- Les As Du Musette: Gus Viseur A Bruxelles (Paris Jazz Corner, 1942–1946)
- De Clichy à Brodway (Universal Music 1962)
- Chansons De Paris (Barclay)
- Swing Accordeon (Vogue, 1971)
- Gus Viseur - Compositions 1934-1942 (Frémeaux & Associés)